# Okręgowe rozgrywki w piłce nożnej woj. rzeszowskiego (1947)
Mistrzostwa ligi okręgowej Rzeszowskiego OZPN w sezonie 1946/47  miały za cel wyłonienie dwóch drużyn, które awansowały do baraży o prawo gry w reaktywowanej I lidze w sezonie 1948.

Rozgrywki toczyły się w dwóch okręgach.

## Przemyśl
W Autonomicznym Podokręgu Piłki Nożnej (APPN) w Przemyślu do finałowej rozgrywki w rundzie wiosennej (od 11 maja 1947) przystąpiły JKS Jarosław, Błyskawica Przemyśl, Polonia Przemyśl, Huta Stalowa Wola. Pierwotnie JKS i POlonia zdobyły po 8 punktów i anonsowano konieczność rozegrania trzeciego meczu między tymi drużynami celem wyłonienia mistrza. Jednak po złożeniu protestu przez JKS na występ barwach Polonii nieuprawnionego do gry bramkarza Korego w meczu Polonia-JKS (4:2) wynik tego spotkania został zweryfikowany jako walkower na niekorzyść Polonii. Ostatecznie po sześciu kolejkach rundy finałowej JKS i Polonia uzyskały po 8 punktów, wobec czego konieczne było rozegranie dodatkowego meczu między tymi drużynami na neutralnym terenie. W meczu rozegranym w Rzeszowie pomiędzy JKS a Polonią był wynik 2:2 (2:1), po czym pierwsza dogrywka nie przyniosła goli, a w drugiej jarosławianie wygrali 3:0, a cały mecz 5:2.

## Rzeszów
W okręgu rzeszowskim w związku z odjęciem 6 punktów Legii Krosno mistrzem rozgrywek została ogłoszona Resovia, lecz władze Legii zapowiedziały złożenie odwołania.

## Baraże o I ligę
Awans do eliminacji o Ligę Państwową: JKS Jarosław, Legia Krosno.